# Cinci
Cinci è una novella scritta da Luigi Pirandello che fa parte della raccolta Berecche e la guerra, inclusa nella produzione letteraria pirandelliana che prende il nome di Novelle per un anno ed è stata scritta nel periodo tra il 1884 e il 1936. I personaggi protagonisti di quest'opera sono: Cinci, Fox (il cane) e il ragazzo di campagna.

## Trama
Il protagonista è un ragazzino soprannominato Cinci. Un giorno, di ritorno dalle lezioni pomeridiane, trova come al solito il suo cane Fox davanti alla porta di casa. Dentro non c’è nessuno: sua madre non è ancora tornata dal lavoro e la porta è chiusa a chiave. 
Dovendo aspettare il ritorno della madre, Cinci improvvisa un gioco tirando il fagotto dei libri di scuola contro la porta e lo fa rimbalzare verso di sé. Stufatosi di questo gioco e di aspettare, però, prende la via sterrata che dal sobborgo porta verso la campagna, seguito prontamente dal cane. 
Nei paraggi è presente una piccola chiesa in cui si sta tenendo la preghiera del vespro e Cinci vi entra per sbattere a terra il suo fagotto, in modo da creare dell’eco. Dopo essersi di nuovo incamminato sul sentiero di campagna e aver giocato con il cane, Cinci, ormai stanco, si mette a sedere su un muretto e osserva la luna che si sta innalzando, immerso nei suoi pensieri. 
D’un tratto, però, viene importunato da un altro ragazzino suo coetaneo, che sta cercando di catturare una lucertola con un filo d’avena a mo’ di cappio. Appena ci riesce, Cinci salta giù dal muretto per poter vedere la bestiola da vicino, ma il contadinello, credendo che voglia impadronirsene, la uccide sbattendola con forza contro un lastrone di pietra. Cinci, in preda all’ira, inizia così a lottare con lui, ma dopo essere stato messo alle strette finisce accidentalmente per ucciderlo scagliandogli contro una pietra del muretto. 
Esterrefatto, Cinci si allontana con Fox dal luogo del delitto, cercando subito di comportarsi come se non fosse accaduto nulla; arrivato davanti al portone di casa, rimane ad aspettare che la madre rincasi.

## Edizioni
- Luigi Pirandello, Novelle per un anno, Prefazione di Corrado Alvaro, Mondadori 1956-1987, 2 volumi. 0001690-7
- Luigi Pirandello, Novelle per un anno, a cura di Mario Costanzo, Prefazione di Giovanni Macchia, I Meridiani, 2 volumi, Arnoldo Mondadori, Milano 1987 EAN: 9788804211921
- Luigi Pirandello, Tutte le novelle, a cura di Lucio Lugnani, Classici Moderni BUR, Milano 2007, 3 volumi.
- Luigi Pirandello, Novelle per un anno, a cura di S. Campailla, Newton Compton, Grandi tascabili economici.I mammut, Roma 2011 Isbn 9788854136601
- Luigi Pirandello, Novelle per un anno, a cura di Pietro Gibellini, Giunti, Firenze 1994, voll. 3.